# Martien van Doorne
Martinus Petrus Johannes Hubertus van Doorne (Eindhoven, 22 april 1932 - Waalre, 18 april 2006) is de zoon van DAF-oprichter Hub van Doorne. Martien speelde een rol in het familiebedrijf.
Van Doorne was tevens de bouwer van een landhuis in het kasteelpark bij het Groot Kasteel te Deurne, met de naam Wolfsberg. Dit deel van het kasteelpark was tussen 1892 en 1918 aangelegd op de vroegere bouwlanden van de kasteelboerderij. 
Voor zijn vele werk bij DAF en ook zijn grote betrokkenheid bij het verenigingsleven in Deurne ontving Van Doorne de titel Ridder in de Orde van de Nederlandse Leeuw. Daarnaast droeg hij de titels Ridder van het Heilig Graf van Jeruzalem en Commandeur in de Orde van de Heilige Gregorius de Grote. 
Hij overleed vier dagen voor zijn 74-ste verjaardag. Van Doorne was gehuwd met Elly Derix (1936-2007) en had drie zonen, onder wie Marc van Doorne, en één dochter. Martien van Doorne woonde de laatste jaren van zijn leven in Waalre.

## Trivia
- Het Cultuurcentrum Martien van Doorne werd naar hem vernoemd, zo werd bekendgemaakt tijdens de officiële opening op 7 maart 2009. Van Doorne heeft zelf nog toestemming gegeven voor het gebruik van zijn naam.